# قائمة بيضاء
القائمة البيضاء  هي ممارسة تحديد الكيانات التي تقدم امتيازًا خاصًا للخدمة والتنقل والوصول. سيتم قبول الكيانات المدرجة في القائمة والموافقة عليها والاعتراف بها. القائمة البيضاء هي عكس القائمة السوداء، وهي ممارسة تحديد الكيانات التي يتم رفضها أو عدم الاعتراف بها أو المنبوذة.

## تعريف القائمة البيضاء
القائمة البيضاء هي قائمة بالكيانات المعتمدة للوصول المصرح به أو العضوية المميزة للدخول إلى منطقة معينة في عالم الحوسبة

## القوائم البيضاء للبريد الإلكتروني
تشمل مرشحات الرسائل غير المرغوب فيها التي تأتي مع عملاء البريد الإلكتروني على قوائم بيضاء وقوائم سوداء من المرسلين وكلمات رئيسية للبحث عنها في رسائل البريد الإلكتروني. إذا كان مرشح الرسائل غير المرغوب فيها يحتفظ بقائمة بيضاء، أو بريدًا من عناوين البريد الإلكتروني المدرجة، أو البريد الإلكتروني للنطاقات من حذفها أو إرسالها إلى مجلد البريد غير الهام من خلال مرشح الرسائل غير المرغوب فيها. عادةً ما يقوم المستخدمون النهائيون فقط بتعيين عامل تصفية البريد العشوائي لحذف جميع رسائل البريد الإلكتروني من مصادر غير موجودة في القائمة البيضاء، وليس مزودي خدمة الإنترنت أو خدمات البريد الإلكتروني.
باستخدام القوائم البيضاء والقوائم السوداء يمكن أن يساعدوا في منع الرسائل غير المرغوب فيها والسماح للرسائل المطلوبة بالمرور، لكنها ليست مثالية. يتم استخدام القوائم البيضاء للبريد الإلكتروني لتقليل عدد حالات الإيجابيات الخاطئة، والتي تستند غالبًا إلى افتراض أن معظم الرسائل الشرعية ستكون من مجموعة صغيرة وثابتة من المرسلين. لحظر نسبة عالية من الرسائل غير المرغوب فيها، يجب تحديث مرشحات البريد الإلكتروني باستمرار حيث يقوم مرسلو الرسائل الغير المرغوب فيها بالبريد الإلكتروني بإنشاء عناوين بريد إلكتروني جديدة للبريد الإلكتروني أو كلمات رئيسية جديدة لاستخدامها في بريدهم الإلكتروني مما يسمح للبريد الإلكتروني بالوصول.
يستخدم موقع amazon.com قوائم بيضاء للحد من الوصول إلى قارئها الإلكتروني Kindle. بالإضافة إلى موقع الأمازون نفسه، يمكن لعناوين البريد الإلكتروني في القائمة البيضاء فقط التي تمت إضافتها من قبل المالك المسجل للجهاز إرسال محتوى (مستندات شخصية) إلى ذلك الجهاز.

### قوائم بيضاء غير تجارية
يتم تشغيل القوائم البيضاء غير التجارية من قبل العديد من المؤسسات غير الربحية، ومقدمي خدمات الإنترنت وغيرهم من المهتمين بمنع البريد الإلكتروني العشوائي. بدلاً من دفع الرسوم، يجب على المرسل اجتياز سلسلة من الاختبارات على سبيل المثال، يجب ألا يكون خادم البريد الإلكتروني الخاص به عبارة عن ترحيل مفتوح ولديه عنوان IP ثابت. قد يقوم مشغل القائمة البيضاء بإزالة خادم من القائمة إذا تم تلقي الشكاوى.

### القوائم البيضاء التجارية
القوائم البيضاء التجارية هي نظام يسمح من خلاله مزود خدمة الإنترنت لشخص ما بتجاوز مرشحات البريد المزعج عند إرسال رسائل بريد إلكترونية إلى المشتركين، مقابل رسوم مسبقة الدفع، إما رسم سنوي أو رسوم بريد إلكترونية. يمكن للمرسل حينئذٍ أن يكون أكثر ثقة في أن رسائله قد وصلت إلى المستلمين دون أن يتم حظرها، أو أن يكون هناك روابط أو صور تم إزالتها منها، بواسطة مرشحات الرسائل غير المرغوب فيها. الغرض من القوائم البيضاء التجارية هو السماح للشركات بالوصول إلى عملائها بشكل موثوق به عن طريق البريد الإلكتروني.
وتشمل الجهات التجارية «شهادة مسار الإرجاع»  و «تحالف المرسلين المعتمدين» و «القائمة البيضاء لسبام هاوس».
واحدة من أكثر الخدمات التجارية شهرة وجديرة بالاهتمام في الوقت الحالي هي نظام البريد المعتمد من قبل شركة قود ايميل،  التي تصدرت عناوين الصحف منذ فبراير 2006, عندما أعلنت شركة أي كيو ال AQL وياهو خططًا لتنفيذها.
ذكرت AQL أن البريد من المرسلين المؤهلين كمرسلين شرعيين والذين دفعوا 0.10 سنتًا لكل رسالة سيتم تسليمهم مباشرة إلى صناديق بريد المستخدمين دون التعرض لمرشحات البريد العشوائي وأعلنت شركة AQL أنها ستقوم بدفع الرسوم مقابل المؤسسات غير الربحية. سيتم تحديد الرسائل بوضوح للمستخدم على أنها تأتي من مصدر موثوق به. يجب على هؤلاء المرسلين اجتياز نظام الاعتماد مع Goodmail ، ويجب إرسال رسائلهم فقط إلى الأشخاص الذين لديهم علاقة عمل سابقة مع المرسل. إذا أرسل المرسل رسالة إلى مستخدم لم يوافق من جانبه على استلامها، قد تقوم AQL بحظر المرسل بالكامل.
تؤكد AQL أن البريد الإلكتروني المجاني على خدمة AQL سيستمر في العمل كما هو الحال دائمًا، وسيستمر المستخدم في تلقي جميع الرسائل من مرسل لديه في القائمة البيضاء. لن يتم فرض رسوم على المشتركين في AQL لإرسال البريد الإلكتروني أو استلامه، وستخضع رسائل المرسلين الذين لا يدفعون مسبقًا ل AQL إلى نفس عوامل تصفية الرسائل غير المرغوب فيها كما كان من قبل.
نظمت مجموعة MoveON احتجاجًا على استخدام AQL للقوائم البيضاء التجارية. وتصف البرنامج بأنه «ضريبة بريد إلكتروني»، وتدعي أن AQL يعطي مرسلي الرسائل غير المرغوب فيها توجيهًا مباشرًا إلى صناديق بريد المستخدمين، في الوقت الذي يحاول فيه نقل المزيد من الأشخاص إلى البريد الإلكتروني المدفوع عن طريق التسبب في مبلغ أكبر إذا تم رفض البريد الإلكتروني غير الشرعي غير المدفوع بواسطة مرشحات الرسائل غير المرغوب فيها.
تم اعتماد البريد المعتمد بواسطة سبعة من أفضل 10 مزودي خدمات إنترنت في الولايات المتحدة؛ AQL و AT & T و Comcast و Cox و Road Runner و Verizon و Yahoo.
وفقًا لـ كومكاست، فقد توقفت Goodmail عن العمل، واعتبارًا من 4 فبراير عام 2011 لن تعود كومكاست تستخدم الخدمة.
إعلانات القوائم البيضاء
ظهر شكل شائع من القوائم البيضاء من خلال إعلانات الإنترنت ومنع الإعلانات. تعتمد العديد من مواقع الويب على الإعلانات كمصدر للدخل. ومن الأمثلة الشهيرة على طلب القائمة البيضاء للإعلان هو Forbes. عند النقر على مقالة من Forbes، إذا تم تمكين أداة منع الإعلانات على المتصفح، فإنها تتطلب تعطيلها. بعبارة أخرى، تتطلب Forbes من القراء وضعهم في القائمة البيضاء عبر منع الإعلانات.

## القوائم البيضاء في شبكة المنطقة المحلية
استخدام آخر للقوائم البيضاء هو أمان شبكة المنطقة المحلية. يقوم العديد من مشرفي الشبكة بإعداد القوائم البيضاء لعناوين MAC، أو مرشح عناوين MAC، للتحكم بالمسموح به على شبكاتهم. يتم استخدام هذا عندما لا يكون التشفير عملية ملحقة أو بالترادف مع التشفير. ومع ذلك فإنه في بعض الأحيان غير فعال لأنه يمكن تزوير عنوان MAC.
يمكن تكوين بعض جدران الحماية للسماح فقط بحركة البيانات من/إلى عناوين IP (نطاقات) معينة.

## القائمة البيضاء للبرنامج
إذا احتفظت المؤسسة بقائمة بيضاء من البرامج، فسيتم قبول العناوين فقط في القائمة للاستخدام. وتتمثل فوائد الإدراج في القائمة البيضاء في أن المنظمة يمكن أن تضمن لنفسها أن المستخدمين لن يتمكنوا من تنزيل أو استخدام البرامج التي لم تعتبر مناسبة للاستخدام.

## تطبيق القوائم البيضاء
يتمثل أحد الأساليب الناشئة في مكافحة الفيروسات والبرامج الضارة في وضع البرامج في القائمة البيضاء التي تعتبر آمنة للتشغيل، ومنع جميع البرامج الأخرى. تم تنفيذ المنهج لأول مرة في نظام تشغيل حديث بواسطة الدكتور جون هاريسون، عالم كمبيوتر أمريكي. ويرى البعض أن هذا يتفوق على النهج المعتمد على التوقيع والقواعد المضادة للفيروسات في حظر أو إزالة البرامج الضارة المعروفة (التي تدرج بالأساس في القائمة السوداء)، لأن المقياس المعياري للمنهج يعني عمومًا أن المآثر موجودة بالفعل في البرية. كبار مقدمي  تطبيق القائمة البيضاء التكنولوجي تتضمن Bit9 و McAfee و Lumension.
قد توفر هذه المنتجات التحكم الإداري في القوائم البيضاء للبرنامج بالإضافة إلى منع إدخال برامج ضارة جديدة.
من بين متغيرات نظام التشغيل Unix، أدخلت HP-UX ميزة تسمى"HP-UX Whitelisting" في إصدار11iv3.يوفر HP-UX Whitelisting (WLI) حماية لملفات وموارد النظام استنادًا إلى تقنية تشفير RSA. يعد WLI مكملاً لعناصر التحكم التقليدية في الوصول (DAC) المستندة إلى UNIX استنادًا إلى المستخدم والمجموعة وأذونات الملف. وبالمثل لا تتأثر أذونات قائمة التحكم بالوصول (ACL)المتوفرة على أنظمة الملفات VxFS و HFS.
بين أنظمة تشغيل Windows ، قامت Microsoft بتقديم ميزة جديدة في Windows 7 و Windows Server 2008 R2 تسمى "Windows AppLocker". يسمح Windows AppLocker للمسؤولين بالتحكم في الملفات القابلة للتنفيذ التي تم رفضها أو السماح بتنفيذها. باستخدام AppLocker، يستطيع المسؤولون إنشاء قواعد تستند إلى أسماء الملفات أو الناشرين أو موقع الملف الذي يسمح بتنفيذ بعض الملفات. القواعد يمكن أن تنطبق على الأفراد أو المجموعات. تُستخدم السياسات لجمع المستخدمين إلى مستويات تنفيذ مختلفة. على سبيل المثال، يمكن إضافة بعض المستخدمين للإبلاغ عن السياسة فقط التي تسمح للمسؤولين بفهم التأثير قبل نقل ذلك المستخدم إلى مستوى تنفيذ مرتفع.
ومع ذلك، لا تزال القائمة البيضاء على مستوى التطبيق عرضة لمجموعة متنوعة من الهجمات بما في ذلك الهجمات التي تستخدم PowerShell أو البرمجة النصية عبر الموقع لتشغيل البرامج النصية أو إدخال ضار. DLLs على نقطة النهاية. تعد طرق القائمة البيضاء ذات المستوى الأدنى التي يمكنها مراقبة المكالمات المعينة ومطالبات API هي أعمق وأقوى الحلول القائمة على الأمن السيبراني  والمتوفرة على القائمة البيضاء اليوم.

## روابط خارجية
- Getting in the Good Books: Why Whitelisting Matters for Email Marketers
- List of email whitelist services
- Steps in improving e-mail deliverability